# J.J.Stitch
J.J.Stitch, född 15 maj 2017 hos sin ägare Nils Labordus i Nederländerna, är en nederländsk varmblodig travhäst. Han tränas och körs av Björn Goop. Han tränades 2020 i Nederländerna av Robin Bakker och kördes då av Joseph Verbeeck eller André Bakker.
J.J.Stitch började tävla i januari 2020. Han har till augusti 2021 sprungit in 705 368 kronor på 15 starter, varav 7 segrar, 2 andraplatser och 2 tredjeplatser. Han har tagit karriärens hittills största seger i Sommartravets final (2021).